# Blooper
Un blooper (termine inglese; in italiano papera) è, in termini cinematografici, un errore di recitazione compiuto durante le riprese di un film o un programma televisivo, che solitamente viene rimosso prima della distribuzione dell'opera. Nei film, a volte, questi errori sfuggono al controllo da parte del regista, del montatore e/o della produzione e rimangono presenti nelle copie della pellicola distribuite alle sale cinematografiche. Se notati in tempo, gli errori vengono montati a fine pellicola durante o dopo i titoli di coda: un esempio sono i film con protagonista l'attore e artista di arti marziali Jackie Chan.
Tra la fine degli anni 1990 e l'inizio degli anni 2000 hanno cominciato a comparire, in particolare nei film d'animazione, anche dei fake bloopers, ovvero degli "errori" che vengono volutamente chiesti di commettere ai protagonisti del film (ad esempio accade in: A Bug's Life - Megaminimondo, Toy Story 2 - Woody e Buzz alla riscossa, Monsters & Co. e Valiant - Piccioni da combattimento).
Un altro significato del termine, usandolo al di fuori del contesto cinematografico, è quello di "un errore, specialmente imbarazzante, che avviene alla presenza di altre persone". Nel contesto radiofonico, invece, assume il significato di "un ricevitore che genera dalla propria antenna segnali che interferiscono con altri ricevitori vicini". Nell'ambito del baseball il termine blooper ha il significato di "una palla lanciata alta e lenta, facile da prendere o colpire".
Per definizione, quindi, non viene chiamato blooper ogni errore presente in un film, ad esempio quando si vede un microfono rientrare nella parte alta dell'inquadratura o quando il nome di un attore nei titoli è scritto male. Questo tipo di errore, in lingua inglese, è definito più propriamente come goof o semplicemente mistake.
Il termine, inoltre, non è da confondere con outtake, che invece si riferisce più genericamente ad ogni ripresa di un film o programma televisivo che è stata rimossa e non utilizzata nel montaggio finale.
Tra i bloopers cinematografici più frequenti si hanno: oggetti che cambiano posizione da un'inquadratura all'altra, anacronismi (ad esempio oggetti moderni in film di ambientazione storica), movimenti illogici, tecnici di scena (o le loro ombre) inquadrati per sbaglio, vestiti di scena improvvisamente diversi, ecc. Solitamente, nonostante i numerosi controlli cui si accennava, è difficile che una pellicola non contenga qualche blooper, anche se questo non influisce né sulla qualità artistica né sulla qualità tecnica di un'opera.
Alcuni errori possono riguardare l'accuratezza della storia, come ad esempio gli errori a livello medico e scientifico della serie Dr. House - Medical Division o a livello fisico quando si tratta ad esempio di film sullo spazio.
Il termine blooper è divenuto popolare durante gli anni '50 e gli anni '60 del XX secolo, fino a trovare una vera e propria definizione con la pellicola Pardon my blooper (1974) basata sui libri e le registrazioni di Kermit Schafer.
Succede che i registi, una volta accortisi di alcuni blooper in fase di montaggio e revisione del film oppure addirittura durante le riprese, decidano di tenere tali blooper e farli diventare parte del film, poiché li ritengono positivi per il film stesso. Alcuni di questi blooper sono frutto dell'improvvisazione degli attori.

## Esempi

### Bloopernotati durante la produzione e mantenuti volontariamente nel film[20][21]

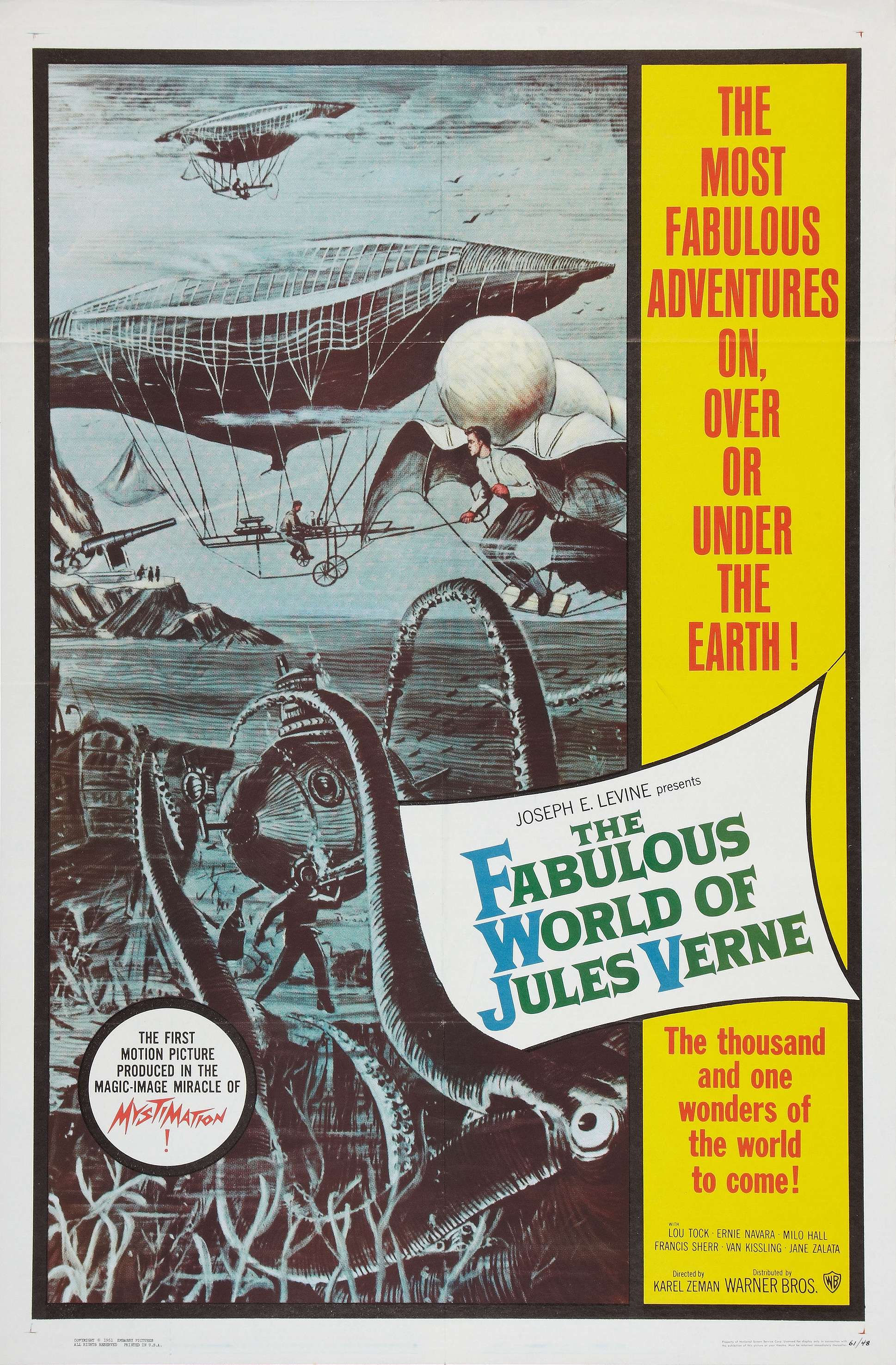
Nei film di fantascienza steampunk vengono spesso mostrati anacronismi voluti, soprattutto invenzioni tecnologiche storicamente non ancora presenti nell'Ottocento. Un esempio è La diabolica invenzione (Vynález skázy, 1958).

- Il Signore degli Anelli - Le due torri (2002). Durante una scena una bandiera si staccò da un palo e volò via. Il regista la tenne in quanto gli sembrava metaforica per il contesto del film.
- Guardiani della Galassia (2014). Chris Pratt lasciò cadere accidentalmente un globo e lo raccolse rapidamente. Il regista tenne la scena.
- Pretty Princess (2001). Anne Hathaway ha interpretato una ragazza goffa. Durante le riprese di una scena in cui il personaggio avrebbe dovuto camminare sugli spalti con una sua amica, la Hathaway è stata davvero vittima di una brutta caduta, che il regista tenne nel montaggio finale in quanto ritenne che tale caduta si adattasse alla goffaggine del personaggio.
- Django Unchained (2012). Durante le riprese Leonardo DiCaprio si ferì al braccio con una scheggia di vetro e il sangue iniziò a sgorgare dalla sua ferita. Questa scena non era stata scritta nella sceneggiatura, con DiCaprio che stava davvero perdendo sangue, e il regista decise di tenerla all'interno del film.
- Blade Runner (1982). La scena in cui l'attrice Daryl Hannah scappa in preda al panico, ma lungo la strada scivola e rompe un finestrino di un furgone con il gomito è stato un incidente ritenuto positivo dal regista che tenne tale incidente nel montaggio.
- Lock, Stock and Two Smoking Barrels (1998). La scena in cui Nick the Greek rompe il tavolino con un bicchiere non è stata sceneggiata ma fu un incidente e l'espressione scioccata sul viso dell'attore è genuina.
- Marie Antoinette (2006). Nel film appaiono delle scarpe Converse, nate nel 1908, mentre la vicenda si svolge nel 1700[22].
- Mamma, ho perso l'aereo (1990) e Mamma, ho riperso l'aereo: mi sono smarrito a New York (1992). Le trappole che Kevin McCallister mette a punto contro i due ladri sarebbero nella realtà mortali o renderebbero entrambi gravemente feriti[23][24].
- Il film 300 del 2007 è stato oggetto di dure critiche per via della mancanza di veridicità storica in numerose scene[25]. Il regista Zack Snyder ha dichiarato durante un'intervista su MTV che "è un'opera, non un documentario. Questo è ciò che rispondo quando la gente dice che non è preciso storicamente"[26]. È comunque stato citato dalla BBC News come un film fantasy[27].

### Bloopernon notati durante la produzione e mantenuti involontariamente nel film[8][12][28]
- Il Signore degli Anelli - Il ritorno del re (2003). Il personaggio di Gandalf indossa in un'inquadratura durante un combattimento un moderno orologio da polso, oggetto che in un medioevo fantasy non dovrebbe esistere.
- Titanic (1997). Il personaggio interpretato da Leonardo DiCaprio, Jack Dawson, parla di pesca nel Lago Wissota, che non esisteva ancora nel 1912, anno del naufragio del Titanic; Nel film viene anche mostrato il celebre dipinto Les demoiselles d'Avignon di Pablo Picasso, conservato all'epoca al Moma di New York, e le Ninfee di Claude Monet, dipinte nel 1927; In una inquadratura una cartina geografica riporta i confini aggiornati all'anno di uscita del film e non al 1912; In una scena viene riportato in superficie nel 1997 un ritratto della protagonista dal Titanic affondato, rinvenuto in un cofanetto pieno d'acqua. Il disegno non può tuttavia essere rimasto integro per 85 anni in acqua salata; L'ipotermia dei protagonisti avrebbe dovuto verificarsi poco dopo l'inizio del naufragio della nave, quando i loro corpi entrano in contatto con l'acqua fredda che il Titanic inizia ad imbarcare[29][30][31]; Il film mostra la Statua della Libertà con in mano un'anacronistica fiamma d'oro sulla torcia: essa infatti è stata installata solo nel 1986, in precedenza la torcia era diversa. Inoltre, nel 1912 la statua era in piedi solo da 26 anni e conservava ancora parte del colore marrone originale, mentre nel film si vede com'era nel 1997, ossia totalmente priva del colore originale[32]; La protagonista cita teorie di Sigmund Freud pubblicate 8 anni dopo l'incidente del Titanic[33]; Nel film viene cantata la canzone "Eternal Father" in una versione non presente fino al 1937[34].
- The Aviator (2004). Leonardo DiCaprio mangia dei biscotti al cioccolato in una scena ambientata nel 1928, quando tali tipi di biscotti non esistevano ancora.
- Braveheart (1995). Mel Gibson viene mostrato mentre indossa un kilt durante alcune scene, nonostante questo abbigliamento non sia diventato popolare in Scozia fino alla metà del 1600, mentre il film è ambientato diversi secoli prima; La battaglia di Stirling Bridge è raffigurata senza il ponte su cui la battaglia avvenne realmente[35][36]; William Wallace nel film cresce in povertà ma per gli storici è il figlio di un cavaliere della contea dell’Ayrshire e non indossava il kilt ma abiti comuni; La rivolta di Wallace nel film inizia nel 1297, ma l'inizio della guerra si manifestò in realtà solo nel 1296; Viene mostrata una storia d’amore tra William Wallace e la regina Isabella, ma all’epoca dei fatti la principessa aveva solo tre anni[37]; I soldati inglesi sono mostrati con indosso uniformi mentre tale non era in realtà l'usanza all'epoca di Wallace; Gli scozzesi non si sono dipinti la faccia per la battaglia; L'amante del principe Edoardo, Phillip, non fu ucciso dal re come appare nel film, ma in realtà visse ben oltre la morte di Edoardo I[38].

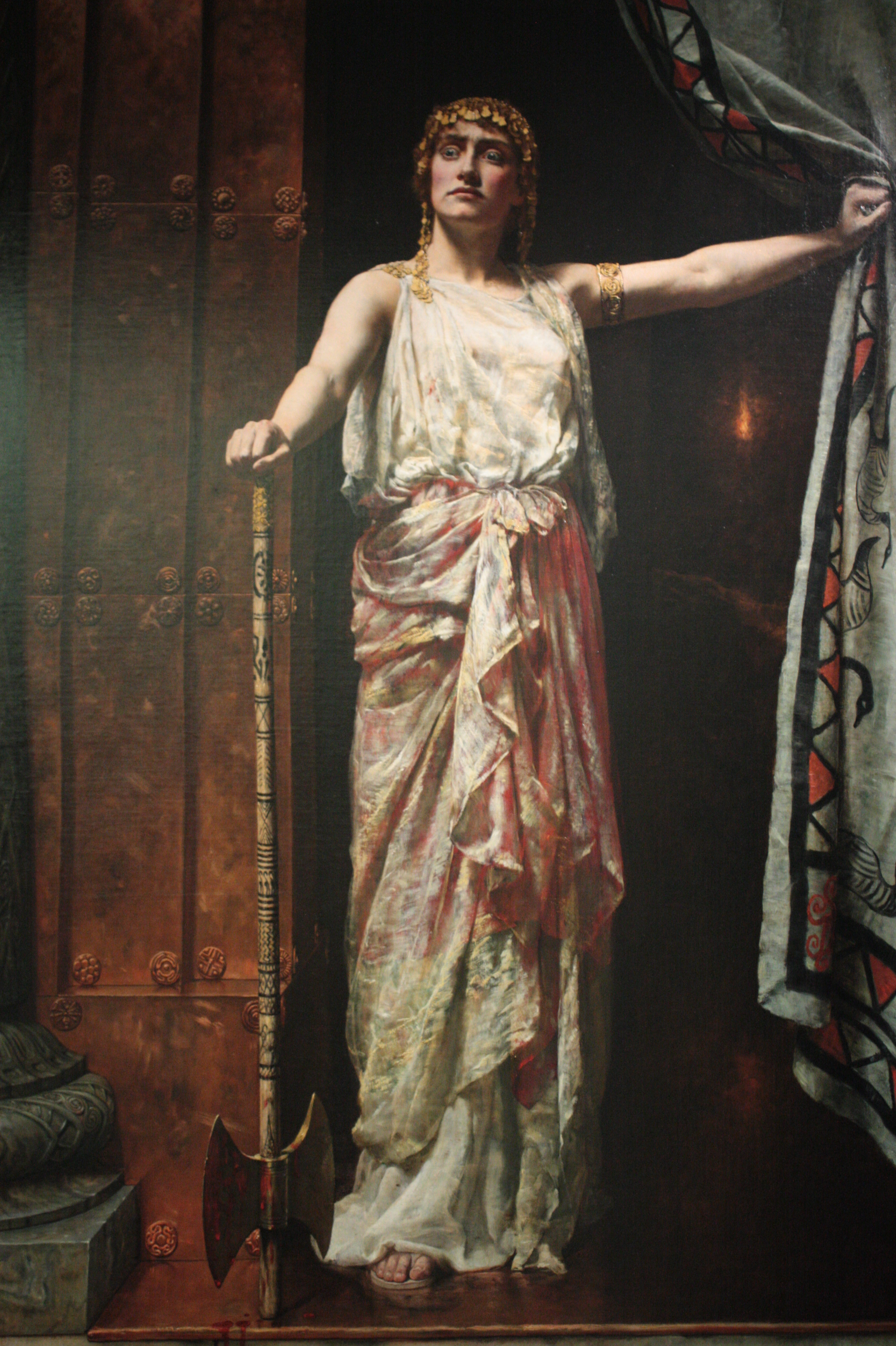
Clytemnestra di John Collier, 1882, la vera assassina di Agamennone

- Troy (2004). Mentre viene inquadrato Achille (interpretato da Brad Pitt) in cielo si vede un aereo; Alcune monete vengono messe sugli occhi di un cadavere, anche se esse non c'erano ai tempi della guerra di Troia; Un ombrello anacronistico con i raggi di metallo compare sopra la testa di Paride (interpretato da Orlando Bloom) ed Elena; La maggior parte dell'equipaggiamento utilizzato dai soldati è del periodo classico tra il V e il IV secolo a.C. piuttosto che nel periodo in cui il film è ambientato; La morte di Agamennone avviene in verità per mano di Clitemnestra (sorella di Elena) e non per mano di Briseide[39]; Peleo (il padre di Achille) è ancora vivo secondo la mitologia greca mentre il figlio si trova a Troia, quindi Priamo, quando implora Achille di restituirgli il corpo del figlio Ettore, non dovrebbe affermare che Peleo "se n'è andato prematuramente"[40].
- Pirati dei Caraibi-La maledizione della prima luna (2003). Sono presenti alcuni anacronismi: i termini "okay", "sitting duck", "bootleg turn" e "tenente comandante", zollette di zucchero, un orsacchiotto, un telescopio, una sinfonia di Mozart, la canzone Maggie Mae, la ghigliottina, una carronata, una concertina; Il pirata Barbanera morì nel 1718, ma nella serie ambientata nel 1750 compare vivo; Il protagonista Jack Sparrow (interpretato da Johnny Depp) compare in una scena con un'etichetta Adidas; Le mele Granny Smith che appaiono nella serie non furono rese popolari fino al 1868 in Australia, molto dopo l'epoca in cui il film è ambientato[41][42]; Carina Smyth è condannata a morte per stregoneria nel 1751 anche se l'ultima esecuzione per questo motivo avvenne nel 1712; La serie mostra Saint Martin come una colonia britannica, anche se non lo è mai stata; Sulla vela maggiore dell'albero maestro della Silent Mary è raffigurato un simbolo del Sacro Romano Impero e della dinastia degli Asburgo di Spagna, la quale fu dichiarato estinto con la morte di Re Carlo II nel 1700[43][44].
- Forrest Gump (1994). Il protagonista (interpretato da Tom Hanks) nel 1975 legge una lettera mandata da Apple. Tale azienda con il relativo logo che appare nella lettera non è diventata pubblica se non nel 1981; Jenny muore (secondo la voce narrante) il 22 marzo 1982 di sabato, mentre in realtà il 22 marzo 1982 era lunedì[45]. Prima della cerimonia della Medaglia d'Onore alla Casa Bianca, un giornalista annuncia che quattro membri del servizio riceveranno la medaglia, ma in realtà (compreso Forrest) sono cinque; Quando Forrest inizia la sua corsa di tre anni un annunciatore televisivo dice che il presidente Jimmy Carter soffriva di esaurimento da calore. Ciò è accaduto il 15 settembre 1979 ma Forrest inizia il suo viaggio nel 1976, quando Carter non era ancora presidente; Durante la scena della celebrazione del 4 luglio 1976 a casa di Forrest la televisione mostra la Statua della Libertà dopo che è stata restaurata, nel 1986; Durante il film sono visibili i segnali stradali per la U.S. Route 17 che non attraversa l'Alabama, luogo dove vive il protagonista; Nelle scene del Vietnam si vedono boschi con un tipo di palme che non si trovano in Asia[46][47].
- Dallas Buyers Club (2013). Sul muro in una scena appare un poster di una Lamborghini Aventador, uscita nel 2011. Il film era ambientato però nel 1985.

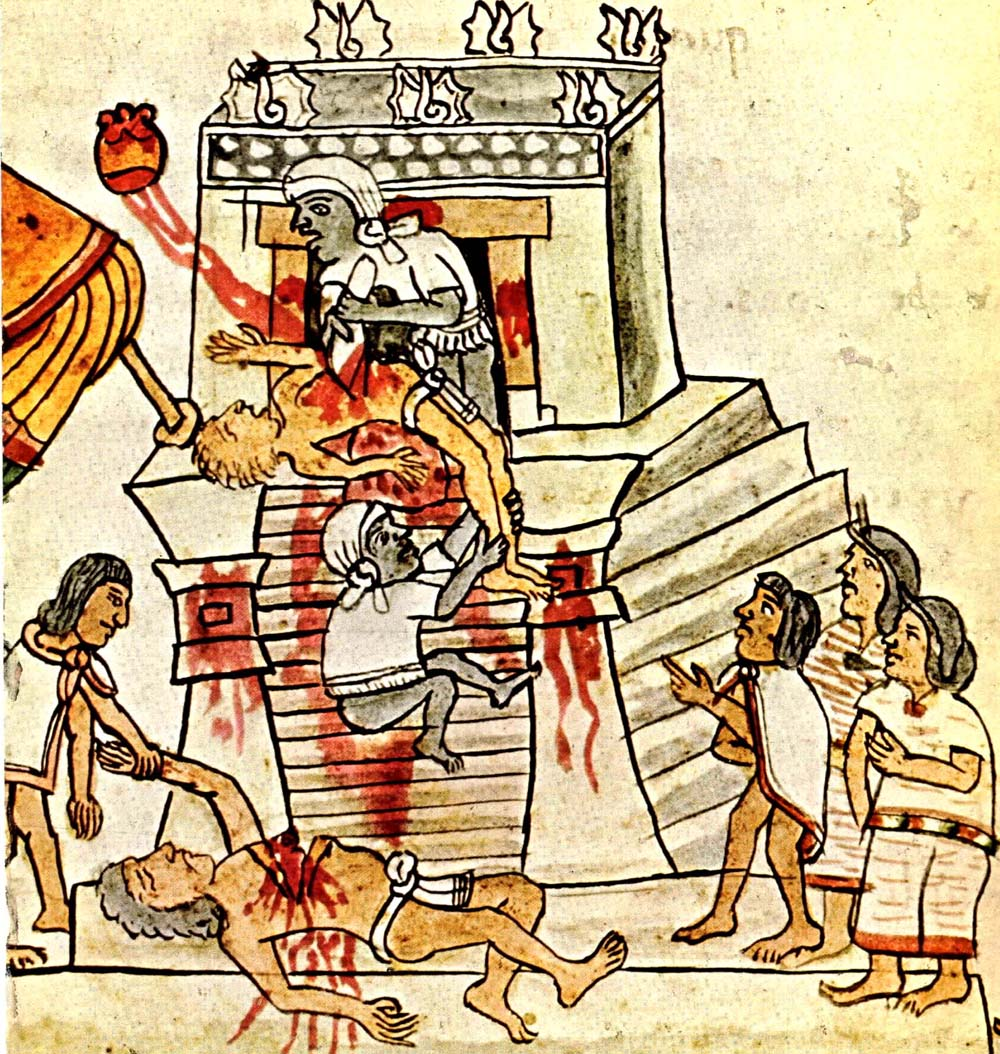
I critici affermano che i sacrifici umani rappresentati nel film "Apocalypto" sono più simili alle pratiche azteche che a quelle Maya.

- Apocalypto (2006). Il film termina con l’arrivo di navi spagnole, ma i primi esploratori giunsero solo 400 anni dopo l’epoca della cultura Maya ritratta nella pellicola; Nella cultura Maya non era previsto il rituale sacrificale descritto nel film[48][49][50].
- L'ultimo samurai (2003). Ambientato nel 1876, questo film mostra la bandiera degli Stati Uniti con 43 stelle, bandiera che venne usata solo nel 1891; I soldati giapponesi a quell'epoca usavano moschetti in grado di sparare solo un colpo alla volta prima di ricaricare. Nel film invece sparano diversi colpi senza ricaricare.
- Il miglio verde (1999). Questo film è ambientato nel 1935 in Louisiana e si vedono esecuzioni tramite sedia elettrica. Tuttavia la Louisiana non iniziò a usare la sedia elettrica fino al 1941.
- I predatori dell'arca perduta (1981). Il protagonista sopravvive a centinaia di miglia sott'acqua aggrappato a un sottomarino nazista; Si notano dei serpenti ancora vivi in un'antica tomba egizia mai aperta fino a quel momento fin dai tempi dei Faraoni[51].
- Indiana Jones e l'ultima crociata (1989). Questo film è ambientato nel 1938, ma i veicoli tedeschi hanno il simbolo di una svastica creato solo nel 1941.
- Indiana Jones e il regno del teschio di cristallo (2008). Il protagonista si salva durante un test di una bomba atomica nascondendosi in un frigorifero rivestito di piombo, non sufficiente in realtà a proteggerlo da tale pericolo[52].
- Robin Hood - Principe dei ladri (1991). All'inizio del film si afferma che Riccardo Cuor di Leone guidò la Terza crociata per reclamare la Terra Santa dai turchi, che in realtà partirono un secolo prima. Nel 1194, quando questo film è ambientato, la Terra santa era sotto il controllo dei Saraceni; Il personaggio di Azeem (interpretato da Morgan Freeman) utilizza polvere da sparo e un telescopio, cose che nel 1194 non poteva conoscere[53][54]; Robin e Azeem si recano a Dover dopo la fuga dalla prigione, dove Robin afferma che impiegheranno (a cavallo) solo fino a notte fonda per raggiungere il castello di suo padre, a Loxley. Ciò sarebbe impossibile poiché le due località distano circa 250 miglia (circa 400 km).
- 10.000 AC (2008). Nel film appaiono diversi anacronismi: cereali, acquedotti, arnesi in ferro, mais, Fororaci, selle per cavalli, piramidi, tuniche in porpora, oro, peperoncini, dreadlocks; Compaiono inoltre mammut e altri animali addomesticati, cosa mai avvenuta[55].
- Apollo 13 (1995)[56][57][58][59]. Una voce racconta l'incendio dell'Apollo 1, in cui morirono tre astronauti, dicendo che solo 18 mesi dopo l'uomo sta per camminare sulla luna per la prima volta. Tuttavia, l'incidente dell'Apollo 1 è avvenuto nel gennaio 1967 e l'Apollo 11 nel luglio 1969, con una differenza di 30 mesi; Il logo distintivo della NASA "worm" appare su una finestra di vetro in una scena ma non venne sviluppato fino al 1976[60]; La verniciatura sul razzo viene mostrata in nero, mentre in realtà era bianca; I getti di propulsione del razzo Saturn V emettono un suono che nello spazio non dovrebbe sentirsi; Durante il viaggio, dai finestrini della navicella è possibile vedere una luna piena e una Terra piena. Se l'astronave si trovasse tra la Terra e la luna come raffigurato nel film, tuttavia, non sarebbe stato possibile vedere le fasi complete di ciascuna contemporaneamente; Nel film si parla di Sea of Tranquility, anziché di Hadley Rille, dove l'Apollo 15 è atterrato nel luglio 1971[61]; Prima del lancio, gli astronauti posano per il loro servizio fotografico mentre si vede una bandiera americana a 48 stelle, mentre essendo il 1970 dovrebbe averne 50; Diverse scene al Mission Control mostrano una tazza da caffè Lockheed Martin sulla scrivania del direttore di volo Eugene F. Kranz (Ed Harris), costruita solo nel 1995[62]; Compare un cartellone di McDonald's che pubblicizza per 2,99 dollari un'offerta speciale lanciata solo negli anni '90; Compare l'album Let It Be dei Beatles in una scena che si svolge il 13 aprile 1970, che però non fu rilasciato fino al 9 maggio 1970[63].
- Il gladiatore (2000)[64][65][66]. In alcune scene di battaglia compare la balestra e alcuni proiettili esplosivi, oggetti che si diffusero molto tempo dopo i fatti descritti nel film; I gladiatori combattevano in realtà contro i leoni, non contro le tigri come appare nel film; Nei campi di grano si vedono le tracce di moderni trattori; In alcune scene si nota un uomo vestito con moderni jeans e anche una bombola del gas[67]; La parola “Generale”, la parola "Colosseo" e la parola "Ispanico" non venivano usate nell'antica Roma; Commodo non morì nel Colosseo ma in una congiura; Marco Aurelio, che nel film muore soffocato dal figlio e presentato come anziano, nella realtà morì a causa di una malattia e all'epoca dei fatti raccontati dal film era molto più giovane; Nel film viene menzionato l'Inferno che come concetto non esisteva ancora; Si vedono in alcune scene libri che ancora non esistevano, poiché si usavano le pergamene; In una scena si nota un piccolo serpente-corallo che vive solo in America Centrale e la buganvillea originaria dell’America Latina; La Basilica di Massenzio e Costantino e l'Arco di Costantino, che si notano nel film, non esistevano ancora.

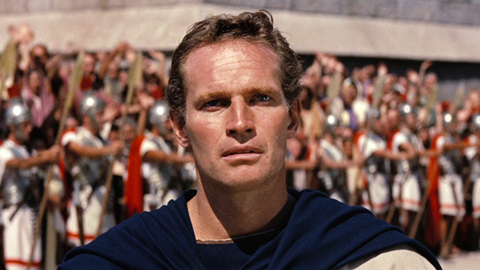
Charlton Heston in Ben Hur

- Ben-Hur (1959). Durante la competizione tra Ben Hur e Messala gareggiano nove bighe, mentre alla fine ne rimangono cinque, nonostante siano caduti molti più partecipanti; Prima dell’inizio della competizione si vedono sulla terra impronte di pneumatici; Ben Hur (Charlton Heston) si trova in una galea come schiavo rematore, portando al mignolo della mano sinistra un anello d’oro, donatogli dalla amata Esther, anche se agli schiavi non era permesso avere gioielli né oggetti di valore; Ben Hur in una scena indossa un moderno orologio da polso[68].
- The Imitation Game (2014)[69][70][71][72]. L'arresto di Turing non avvenne come descritto nel film. Egli venne arrestato nel 1952 e fu lui stesso a presentarsi alla polizia per denunciare un furto. Essi lo arrestarono perché durante la denuncia dichiarò la sua omosessualità; Nella vita reale il matematico era molto socievole e con molti amici, non asociale come descritto nel film; Nella realtà l’incontro tra John Cairncross e Turing non è mai avvenuto; La macchina realizzata dal matematico viene chiamata “Christopher” nel film, ma nella realtà venne chiamata “Bomba”[48]; Nel film si dice che Alan Turing non conoscesse il tedesco, in verità lo conosceva ed era stato in Germania; La costruzione della macchina appare come un lavoro portato avanti dal solo Turing, ma nella realtà, fin dal 1939, migliaia di persone stavano già lavorando al progetto; Hilton non aveva un fratello in guerra e non scrisse alcuna lettera a Churchill come invece descritto nel film; L’arruolamento di Joan Clarke non avvenne tramite un cruciverba pubblicato su un giornale; la castrazione chimica non rese Turing totalmente inabile al lavoro.
- Alexander (2004). La battaglia dell'Idaspe non si combatté di giorno ma di notte e sotto la pioggia; Alessandro consola Efestione morente dicendogli che andranno in Arabia, ma essa nacque 1000 anni dopo i fatti narrati nel film; A inizio film compare la citazione “la fortuna aiuta gli audaci”, inesistente a quell'epoca[37][73].